# Rudolf Sillib

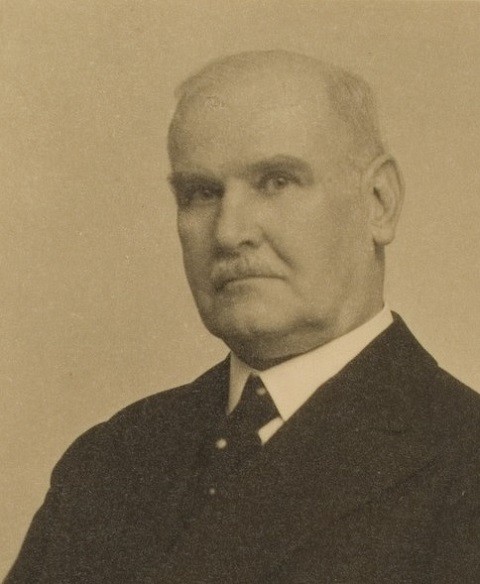
Rudolf Sillib (um 1925)

Karl Rudolf Sillib (* 27. Februar 1869 in Mannheim; † 23. Oktober 1946 in Badenweiler) war ein deutscher Bibliothekar und badischer Landeshistoriker. Er war Leiter der Universitätsbibliothek Heidelberg von 1922 bis 1934 und seit 1924 Honorarprofessor für Buch- und Bibliothekswesen.

## Berufsleben
Nach dem Abitur am Karl-Friedrich-Gymnasium in Mannheim studierte Sillib ab 1887 Geschichte und Nationalökonomie in Heidelberg, Berlin und Greifswald. 1892 wurde er an der Universität Heidelberg promoviert und schlug dort die Laufbahn eines Bibliothekars ein. 1893 begann er als Volontär an der Universitätsbibliothek, ein Jahr später war er „Außerordentlicher Hilfsarbeiter“ und 1896 „Ständiger Hilfsarbeiter“ mit dem Titel Kustos. 1902 wurde er zum Bibliothekar, 1908 zum Professor und 1920 zum Oberbibliothekar befördert.
Am 1. April 1922 wurde Sillib als Nachfolger von Jakob Wille Leitender Bibliotheksdirektor der Universitätsbibliothek Heidelberg, ein Amt, das er bis 1934 ausübte. Er war der dritte Berufsbibliothekar der diese Institution leitete, zuvor war er seit 1915 Vorstand der Handschriften-Abteilung. 1924 erhielt er als Honorarprofessor einen Lehrauftrag für Buch- und Bibliothekswesen an der Universität Heidelberg. Am 31. Mai 1934 wurde Sillib in den Altersruhestand versetzt, führte jedoch bis September die Amtsgeschäfte weiter. 
In Sillibs Amtszeit wurden 1924 die Katalogregeln in einem schriftlichen Regelwerk zusammengefasst. Die  Verwaltung der Bibliothek straffte und reorganisierte er durch Einführung eines Fachreferatesystems, Anschaffungskonferenzen und andere Maßnahmen. Unterstützt von der (Deutschen) Not- bzw. Forschungsgemeinschaft erweiterte er die Sondersammelgebiete Archäologie und Kunstgeschichte. 1933 wurde das erste Heidelberger Zeitschriftenverzeichnis in Buchform herausgegeben.
Dem Nationalsozialismus hat Sillib keinerlei Widerstände entgegengesetzt. Nach der Entlassung Gustav Radbruchs entzog er ihm sofort die Privilegien an der Universität, eine Entscheidung die vom Ministerium rückgängig gemacht wurde.
Sillib war seit 1912 Außerordentliches und 1925 Ordentliches Mitglied der Badischen Historischen Kommission und Mitglied des Bibliotheksausschusses der (Deutschen) Forschungsgemeinschaft. Ferner war er Mitglied und seit 1932 Vorsitzender des Badischen Beirats für Bibliotheks-Angelegenheiten.
1908–1911 wurde der Bibliothekar ehrenamtlicher Konservator der Städtischen Sammlungen in Heidelberg. Bis zu seiner Ernennung als Bibliotheksdirektor war er seit 1908 auch „Pfleger der Kunst- und Altertums-Denkmale für den Amtsbezirk Heidelberg“. 1929 wurde er noch Vorsitzender des Universitätsarchivs.
1928 bis 1935 übernahm er die Schriftleitung der Zeitschrift für die Geschichte des Oberrheins (ZGO).
Sillib war mit Gertrud geb. Glatz (1881–1951) verheiratet. Das Ehepaar hatte eine Tochter. Sein Vater war Kaufmann gewesen. – Der Bibliothekar war 1901 Bauherr und erster Bewohner der repräsentativen Villa in der Kußmaulstraße 10 in Neuenheim.

## Auszeichnungen
- 1914 Ritterkreuz I. Klasse des Ordens vom Zähringer Löwen
- 1916 Badisches Kriegshilfekreuz
- 1917 Preußische Rotkreuzmedaille II. Klasse.

## Werke (Auswahl)
- Machiavellis Stellung zu Deutschland. Dissertation, Heidelberg 1892.
- Zur Geschichte der großen Heidelberger (Manesseschen) Liederhandschrift und anderer Pfälzer Handschriften. Heidelberg 1921.
- Die Manessesche Handschrift. Leipzig 1927.
- Die Manessische Liederhandschrift. Einleitungen. Leipzig 1929.
- Stift Neuburg bei Heidelberg. Heidelberg 1903.
- Holz- und Metallschnitte aus der grossherzogl. Universitäts-Bibliothek Heidelberg. Straßburg 1907.
- Schloß und Garten in Schwetzingen. Heidelberg 1907; Bickenbach 2016, ISBN 978-3-943948-69-1.
- Führer durch die städtischen Sammlungen in Heidelberg. Heidelberg 1911.
- Verzeichnis der Handschriften und Drucke im Ausstellungs-Saal der Großherzogl. Universitäts-Bibliothek in Heidelberg. Heidelberg 1912.
- Schloß Favorite und die Eremitagen der Markgräfin Franziska Sibylla Augusta von Baden-Baden. Neujahrsblätter der Badischen Historischen Kommission, Neue Folge 17. Winter, Heidelberg 1914.
- Der heilige Berg bei Heidelberg. Karlsruhe 1920, 1925 2. erweiterte Auflage.
- Auf den Spuren Johannes Hadlaubs. Winter, Heidelberg 1922.
- Jakob Wille zum siebzigsten Geburtstag. Heidelberg 1923.
- zusammen mit Karl Lohmeyer: Heidelberg. Klinkhardt & Biermann, Leipzig 1927 (Stätten der Kultur; 36).
- Jakob Wille, eine Umrißzeichnung. Carlebach, Heidelberg 1930 [Sonderdruck aus: Zeitschrift für die Geschichte des Oberrheins, Jg. 44 (1930)]
- Ein Nachkömmling der Heidelberger Hofbuchbinderei des Kurfürsten Karl Ludwig von der Pfalz. In: Albert Hartmann (Hrsg.): Festschrift für Georg Leidinger, zum 60. Geburtstag am 30. Dez. 1930. Schmidt, München 1930, S. 249–252.

### Autographen
- Brief an Albert Schramm (17. Oktober 1924)[2]